# Liste des chapitres et épisodes de Zero no tsukaima
Cet article est un complément de l'article du light novel Zero no tsukaima et de ses adaptations. Il contient la liste des romans, des mangas et de leurs volumes tankōbon, ainsi que la liste des épisodes de l'adaptation en série télévisée d'animation répartie en quatre saisons, réalisée par J. C. Staff.

## Liste deslight novel

### Zero no tsukaima
| no | Japonais           | Japonais                                                                  |
| no | Date de sortie     | ISBN                                                                      |
| --- | ------------------ | ------------------------------------------------------------------------- |
| 1 | 25 juin 2004       | 978-4-8401-1105-8                                                         |
| Titre du tome : Zero no tsukaima (ゼロの使い魔, litt. « Le Familier du Zéro ») Couverture : Louise (uniforme) Présentation des personnages : Louise, Saito, Kirche, Tabitha, Guiche, Osman, LonguevilleListe des chapitres : - Le Royaume magique - Ch.1 : Je suis un familier - Ch.2 : Louise la Zéro - Ch.3 : Légende Gandálf - Ch.4 : Un jour de Familier - Ch.5 : Kirche l'Ardent - Ch.6 : Le Vendeur d'arme de Tristania - Ch.7 : Fouquet la Terre Croulante - Ch.8 : Le Bâton de destruction |                    |                                                                           |
| 2 | 25 septembre 2004  | 978-4-8401-1144-7                                                         |
| Titre du tome : Kaze no Arubion (風のアルビオン, litt. « Albion du Vent ») Couverture : Louise (uniforme) Présentation des personnages : Louise, Saito, Kirche, Tabitha, Guiche, Henrietta, WardesListe des chapitres : - Ch.1 : Un bateau secret - Ch.2 : La Mélancolie de sa Majesté - Ch.3 : La Requête d'une amie d'enfance - Ch.4 : Cité portuaire - La Rochelle - Ch.5 : Un jour de repos avant le départ - Ch.6 : Le Pays Blanc - Ch.7 : Le Prince d'un pays mourant - Ch.8 : La Veille de la Bataille finale à Newcastle - Ch.9 : La Bataille finale |                    |                                                                           |
| 3 | 25 décembre 2004   | 978-4-8401-1196-6                                                         |
| Titre du tome : Shiso no kitō-sho (始祖の祈祷書, litt. « Le Livre de prières du Fondateur ») Couverture : Louise (uniforme) Présentation des personnages : Louise, Saito, Kirche, Tabitha, Guiche, SiestaListe des chapitres : - Ch.1 : La Lignée du Zéro - Ch.2 : La Maladie d'amour de Louise - Ch.3 : Le Livre de prières du Fondateur - Ch.4 : Triangle amoureux - Ch.5 : L'Arsenal et la Famille royale - Ch.6 : Chasse au trésor - Ch.7 : Le Manteau du Dragon - Ch.8 : Le Laboratoire de Colbert - Ch.9 : Déclaration de guerre - Ch.10 : Le néant |                    |                                                                           |
| 4 | 25 mars 2005       | 978-4-8401-1236-9                                                         |
| Titre du tome : Seiyaku no mizu seirei (誓約の水精霊, litt. « L'Esprit de l'eau des serments ») Couverture : Henrietta Présentation des personnages : Louise, Saito, Henrietta, Wales, MontmorencyListe des chapitres : - Prologue - Ch.1 : La Sainte - Ch.2 : Saito fait du shopping dans la ville triomphante - Ch.3 : Le Costume de marin et la Jalousie de Louise - Ch.4 : Le Secret de Tabitha - Ch.5 : La Puissance d'une potion d'amour - Ch.6 : L'Esprit de l'Eau - Ch.7 : L'Anneau d'Andvari - Ch.8 : Rendez-vous avec le mensonge - Ch.9 : Confrontation de la tristesse - Épilogue |                    |                                                                           |
| 5 | 25 juillet 2005    | 978-4-8401-1290-1                                                         |
| Titre du tome : Torisutania no kyūjitsu (トリスタニアの休日, litt. « Vacances à Tristania ») Couverture : Kirche, Tabitha Présentation des personnages : Louise, Saito, Kirche, Tabitha, Henrietta, JessicaListe des chapitres : - Ch.1 : L'Auberge du « Charme des fées » - Ch.2 : La rencontre avec la flamme et l'amitié avec le vent - Ch.3 : Vacances à Tristania |                    |                                                                           |
| 6 | 25 novembre 2005   | 978-4-8401-1449-3                                                         |
| Titre du tome : Shokuzai no rubī (贖罪の炎赤石, litt. « Le Rubis de l'expiation ») Couverture : Louise (uniforme) Présentation des personnages : Louise, Saito, Kirche, Tabitha, Cattleya, ColbertListe des chapitres : - Ch.1 : Retour à la maison - Ch.2 : Cattleya - Ch.3 : Le Duc de La Vallière - Ch.4 : Commandant Guiche et officier Malicorne - Ch.5 : La Flamme d'il y a 20 ans - Ch.6 : Issue - Ch.7 : L'Illusion de Dartanes - Ch.8 : L'Expiation de la flamme |                    |                                                                           |
| 7 | 25 février 2006    | 978-4-8401-1501-8                                                         |
| Titre du tome : Shirogane no kōrin-sai (銀の降臨祭, litt. « La Pentecôte d'argent ») Couverture : Louise (mariée) Présentation des personnages : Louise, Saito, Kirche, Tabitha, Henrietta, Siesta, FouquetListe des chapitres : - Ch.1 : Le Fossé entre les deux - Ch.2 : Fée - Ch.3 : Le Prêtre de Romalia - Ch.4 : La Secrétaire et l'Empereur - Ch.5 : La Cité ancienne de Saxe-Gotha - Ch.6 : Trêve - Ch.7 : La raison pour se battre - Ch.8 : Le Roi de Gallia - Ch.9 : Débâcle - Ch.10 : Le Lieu du courage - Épilogue |                    |                                                                           |
| 8 | 25 juin 2006       | 978-4-8401-1542-1                                                         |
| Titre du tome : Bōkyō no serenāde (望郷の小夜曲, litt. « La Sérénade de la nostalgie ») Couverture : Louise (uniforme) Présentation des personnages : Louise, Saito, Kirche, Tabitha, Agnès, TyffaniaListe des chapitres : - Ch.1 : Chaque fin de la guerre - Ch.2 : Le Réveil de Saito - Ch.3 : L'elfe dorée - Ch.4 : La Visite du prêtre - Ch.5 : La Disparition du Gandálf - Ch.6 : La Conférence des nations - Ch.7 : La Décision de Louise - Ch.8 : Les Porteurs du Néant - Ch.9 : Myoznitnir - Ch.10 : Bretteur - Épilogue |                    |                                                                           |
| 9 | 25 septembre 2006  | 978-4-8401-1707-4                                                         |
| Titre du tome : Futatsuki no budōkai (双月の舞踏会, litt. « Le Bal des lunes jumelles ») Couverture : Louise (uniforme) Présentation des personnages : Louise, Saito, Tabitha, Henrietta, Siesta, TyffaniaListe des chapitres : - Ch.1 : La Peur de Louise - Ch.2 : L'Elfe de la forêt - Ch.3 : La Réunion et la Séparation des porteurs - Ch.4 : Le titre de chevalier - Ch.5 : Ondine - Le Corps de chevalerie de l'Esprit de l'Eau - Ch.6 : Les Sentiments de la Reine - Ch.7 : Sollicitation - Ch.8 : Le Bal de Sleipnir - Ch.9 : La confrontation avec le mystérieux oiseau - Épilogue |                    |                                                                           |
| 10 | 25 décembre 2006   | 978-4-8401-1766-1                                                         |
| Titre du tome : Īvarudi no yūsha (イーヴァルディの勇者, litt. « Le Héros d'Ivaldi ») Couverture : Louise (uniforme) Présentation des personnages : Louise, Saito, Kirche, Tabitha, Guiche, Henrietta, SiestaListe des chapitres : - Ch.1 : L'Ostland - Ch.2 : L'Elfe - Ch.3 : Anxiété et jalousie - Ch.4 : La Reine et les Chevaliers - Ch.5 : Fratrie - Ch.6 : Les Six prisonniers - Ch.7 : Accord du passé - Ch.8 : Le Vieux Manoir d'Orléans - Ch.9 : Le Château d'Alhambra - Ch.10 : Le Héros d'Ivaldi - Épilogue |                    |                                                                           |
| 11 | 25 mai 2007        | 978-4-8401-1859-0                                                         |
| Titre du tome : Tsuioku no nijūsō (追憶の二重奏, litt. « Un duo de recueillement ») Couverture : Louise (uniforme) Présentation des personnages : Louise, Saito, Kirche, Tabitha, TyffaniaListe des chapitres : - Ch.1 : Von Zerbst - Ch.2 : La Reine et le Duc - Ch.3 : Karin le Vent Lourd - Ch.4 : La Famille Vallière - Ch.5 : Nouveau trimestre scolaire - Ch.6 : Leçon privée - Ch.7 : Le Pape de Romalia - Ch.8 : Jörmungand - Ch.9 : Réunion à Westwood - Ch.10 : Le Cœur du duo - Épilogue |                    |                                                                           |
| 12 | 25 août 2007       | 978-4-8401-1900-9                                                         |
| Titre du tome : Yōsei-tachi no kyūjitsu (妖精達の休日, litt. « Les Vacances des fées ») Couverture : Siesta, Tyffania Présentation des personnages : Louise, Saito, Tabitha, Guiche, Tyffania, Montmorency, Malicorne, SiestaListe des chapitres : - Prologue La Nouvelle Étudiante du Pays Blanc - Chapitre 1 - Chapitre 2 - Chapitre 3 - Chapitre 4 Corps de chevalerie d'Ondine, chargez ! - Chapitre 1 - Chapitre 2 L'autorisation d'utiliser Saito pour un jour - Chapitre 1 - Chapitre 2 |                    |                                                                           |
| 13 | 25 décembre 2007   | 978-4-8401-2110-1                                                         |
| Titre du tome : Seikoku no wārudo doa (聖国の世界扉, litt. « La Porte du monde de la Terre-Sainte ») Couverture : Louise (uniforme) Présentation des personnages : Louise, Saito, Tyffania, Siesta, Henrietta, PapeListe des chapitres : - Ch.1 : Romalia - Ch.2 : La Décision de Saito - Ch.3 : À bord du Ostland - Ch.4 : Les Deux corps de chevalerie - Ch.5 : La Persuasion du pape - Ch.6 : Longue lance - Ch.7 : La Porte du monde - Ch.8 : Le Sens du sourire - Épilogue |                    |                                                                           |
| 14 | 25 mai 2008        | 978-4-8401-2319-8                                                         |
| Titre du tome : Akuireia no seijo (水都市の聖女, litt. « La Sainte d'Aquileia ») Couverture : Louise (sainte) Présentation des personnages : Louise, Saito, Pape, Giulio, Joseph, Sheffield, Tyffania Note : la présentation des personnages est ici particulière puisque seuls les quatre porteurs du Néant et leurs familiers sont représentés.Liste des chapitres : - Ch.1 : La Rébellion de l'escadron du Parterre - Ch.2 : La Troisième cérémonie annuelle d'intronisation - Ch.3 : Un Gandálf elfique - Ch.4 : La Capitale de l'eau - Ch.5 : Il y a 6 000 ans - Ch.6 : La Voie rapide du tigre - Ch.7 : La Sainte d'Aquileia - Ch.8 : Le Tigre d'acier - Ch.9 : La Mémoire des liens - Épilogue |                    |                                                                           |
| 15 | 25 septembre 2008, | 978-4-8401-2418-8 (édition régulière) 978-4-8401-2419-5 (édition limitée) |
| Titre du tome : Bōkyaku no rabirinsu (忘却の夢迷宮, litt. « Le Labyrinthe d'Oblivion ») Couverture : Louise (uniforme) Présentation des personnages : Louise, Saito, Tabitha, Joseph, Sheffield, Tyffania EXTRA : L'édition limitée comporte le premier épisode de la première saison.Liste des chapitres : - Ch.1 : Carcassonne - Ch.2 : Le Tournoi de chevalerie du banc de sable - Ch.3 : Un esprit agité - Ch.4 : Le Rubis de Feu - Ch.5 : Lune de miel - Ch.6 : La Longue Nuit de Tabitha - Ch.7 : La Stratégie diplomatique d'Henrietta - Ch.8 : Couronnement - Ch.9 : La Sortie du labyrinthe - Épilogue                                                                                       |                    |                                                                           |
| 16 | 25 février 2009    | 978-4-8401-2664-9                                                         |
| Titre du tome : Do Oruniēru no tītaimu (ド・オルニエールの安穏, litt. « L'Heure du thé à De Ornières ») Couverture : Louise (uniforme) Présentation des personnages : Louise, Saito, Tabitha, Siesta, Henrietta Note : la présentation des personnages est ici particulière puisqu'elle représente Saito entouré des quatre personnages féminins ayant des sentiments à son égard. |                    |                                                                           |
| 17 | 25 juin 2009       | 978-4-8401-2807-0                                                         |
| Titre du tome : Reimei no sūru (黎明の修道女, litt. « La Sœur de l'Aube ») Couverture : Louise (uniforme) Présentation des personnages : Louise, Saito, Siesta, Henrietta, Tyffania, Guiche, Malicorne |                    |                                                                           |
| 18 | 25 janvier 2010    | 978-4-8401-3153-7                                                         |
| Titre du tome : Metsubō no seireiseki (滅亡の精霊石, litt. « La Pierre d'esprit de destruction ») Couverture : Louise (uniforme) |                    |                                                                           |
| 19 | 23 juillet 2010    | 978-4-8401-3454-5                                                         |
| Titre du tome : Shiso no enkyō (始祖の円鏡, litt. « Le Miroir circulaire du fondateur ») Couverture : Louise (uniforme) |                    |                                                                           |
| 20 | 25 février 2011    | 978-4-8401-3821-5                                                         |
| Titre du tome : Ko shin'en no seichi (古深淵の聖地, litt. « Le Sanctuaire de l'ancienne abysse ») Couverture : Tyffania |                    |                                                                           |
| 21 | 25 février 2016    | 978-4-0406-8118-4                                                         |
| Titre du tome : Roku sen-nen no shinjitsu (六千年の真実, litt. « La Vérité de six mille ans ») Couverture : Louise (uniforme) |                    |                                                                           |
| 22 | 24 février 2017    | 978-4-0406-9084-1                                                         |
| Titre du tome : Zero no shinwa (ゼロの神話, litt. « Le Mythe de Zéro ») Couverture : Louise (uniforme), Saito |                    |                                                                           |

### Zero no tsukaima Gaiden: Tabitha no bōken
| no | Japonais        | Japonais          |
| no | Date de sortie  | ISBN              |
| --- | --------------- | ----------------- |
| 1 | 25 octobre 2006 | 978-4-8401-1726-5 |
| Titre du tome : Tabitha no bōken (タバサの冒険, litt. « Les Aventures de Tabitha ») Couverture : Tabitha, Sylphid Présentation des personnages : Tabitha, Sylphid, Kirche, Isabella                          |                 |                   |
| 2 | 25 octobre 2007 | 978-4-8401-2058-6 |
| Titre du tome : Tabitha no bōken 2 (タバサの冒険 2, litt. « Les Aventures de Tabitha 2 ») Couverture : Tabitha, Irukuku Présentation des personnages : Tabitha, Irukuku, Kirche, Isabella                    |                 |                   |
| 3 | 25 mars 2009    | 978-4-8401-2727-1 |
| Titre du tome : Tabitha no bōken 3 (タバサの冒険 3, litt. « Les Aventures de Tabitha 3 ») Couverture : Tabitha, Irukuku Présentation des personnages : Tabitha, Irukuku, Isabella, Charles, Isabella (jeune) |                 |                   |

### Kaze no kishihime
| no | Japonais        | Japonais          |
| no | Date de sortie  | ISBN              |
| --- | --------------- | ----------------- |
| 1 | 23 octobre 2009 | 978-4-8401-3053-0 |
| Titre du tome : On'nanokoda to baretara oshimai!? Dokidoki haranbanjō sutōrī, sutāto! (女の子だとバレたらおしまい!? どきどき波瀾万丈ストーリー、スタート！) Couverture : Karine (jeune) |                 |                   |
| 2 | 25 mars 2010    | 978-4-8401-3246-6 |
| Titre du tome : Karin, jotai no kiki!? (カリン、除隊の危機!?) Couverture : Karine (jeune)                                                                                               |                 |                   |

## Liste des mangas

### Zero no tsukaima
| no | Japonais         | Japonais          |
| no | Date de sortie   | ISBN              |
| -- | ---------------- | ----------------- |
| 1  | 22 décembre 2006 | 4-8401-1647-4     |
| 2  | 23 mai 2007      | 978-4-8401-1910-8 |
| 3  | 23 octobre 2007  | 978-4-8401-1965-8 |
| 4  | 22 mars 2008     | 978-4-8401-2209-2 |
| 5  | 23 août 2008     | 978-4-8401-2257-3 |
| 6  | 23 mars 2009     | 978-4-8401-2551-2 |
| 7  | 23 janvier 2010  | 978-4-8401-2969-5 |

### Zero no tsukaima Gaiden: Tabitha no bōken
| no | Japonais          | Japonais          |
| no | Date de sortie    | ISBN              |
| -- | ----------------- | ----------------- |
| 1  | 22 mars 2008      | 978-4-8401-2210-8 |
| 2  | 23 septembre 2008 | 978-4-8401-2268-9 |
| 3  | 23 mars 2009      | 978-4-8401-2552-9 |
| 4  | 23 janvier 2010   | 978-4-8401-2970-1 |
| 5  | 23 août 2010      | 978-4-8401-3359-3 |

### Zero no chukaima: Yōchien nano!
| no | Japonais       | Japonais          |
| no | Date de sortie | ISBN              |
| -- | -------------- | ----------------- |
| 1  | 23 août 2010   | 978-4-8401-3360-9 |
| 2  | 23 août 2011   | 978-4-8401-4023-2 |
| 3  | 23 avril 2012  | 978-4-8401-4453-7 |

### Zero no tsukaima: Chevalier
| no | Japonais       | Japonais          |
| no | Date de sortie | ISBN              |
| -- | -------------- | ----------------- |
| 1  | 23 août 2010   | 978-4-8401-3358-6 |
| 2  | 23 août 2011   | 978-4-8401-4025-6 |
| 3  | 23 juin 2012   | 978-4-8401-4483-4 |
| 4  | 23 mai 2013    | 978-4-8401-5059-0 |

## Liste des épisodes

### Zero no tsukaima(1resaison)
| No | Titre français                   | Titre japonais     | Titre japonais         | Date de 1re diffusion |
| No | Titre français                   | Kanji              | Rōmaji                 | Date de 1re diffusion |
| --- | -------------------------------- | ------------------ | ---------------------- | --------------------- |
| 1 | Louise la Zéro                   | ゼロのルイズ       | Zero no Ruizu          | 3 juillet 2006        |
| Louise Françoise Le Blanc de La Vallière, nulle en magie, invoque un humain japonais comme familier. Note : Cet épisode est inspiré du premier récit du tome 1 |                                  |                    |                        |                       |
| 2 | Un roturier comme familier       | 平民の使い魔       | Heimin no tsukaima     | 10 juillet 2006       |
| Saito Hiraga, le familier de Louise, découvre le nouveau monde ainsi que la discrimination existante entre les aristocrates maitrisant la magie et les plébéiens. Il fait notamment la connaissance de Siesta qui est une servante de l'Académie et de Guiche de Gramont, aristocrate. À la suite d'un différend, ils se battent en duel et Saito gagne, cette victoire est symbolique car le simple plébéien réussi à battre l'aristocrate. Note : Cet épisode est inspiré du premier récit du tome 1                                                                                  |                                  |                    |                        |                       |
| 3 | Tentation Ardente                | 微熱の誘惑         | Binetsu no yūwaku      | 17 juillet 2006       |
| Kirche Zerbst tente de séduire Saito mais elle est interrompue par Louise qui est jalouse. Le lendemain, elle décide de lui acheter une épée pour qu'il puisse se protéger de Kirche. La belle épée allemande coutant trop cher, elle achète finalement une vieille épée. Kirche, témoin de la scène, achète l'épée allemande pour l'offrir à Saito. Lorsqu'on lui demande de choisir entre les deux épées, Saito choisi la vieille car il s'agit en réalité d'une épée parlante se nommant Delfringher. Note : Cet épisode est inspiré du premier récit du tome 1                      |                                  |                    |                        |                       |
| 4 | Domestique en situation de crise | メイドの危機       | Meido no kiki          | 24 juillet 2006       |
| Saito apprend que Siesta est partie de l'Académie pour servir le comte Mott. Siesta tombe amoureuse de Saito lorsque celui-ci vient jusque dans la maison du comte qui l'avait emmené afin de l'empêcher de devenir sa maîtresse. Note : Cet épisode est en grande partie inédit, la scène du bain est inspirée du chapitre 3 du tome 3 |                                  |                    |                        |                       |
| 5 | La Princesse de Tristain         | トリステインの姫君 | Torisutein no himegimi | 31 juillet 2006       |
| Les seconde années doivent participer à l'exhibition, fête durant laquelle les élèves présentent leur familier. La princesse Henrietta sera également présente. Durant l'évènement, le Fouquet des Sables, vole le « bâton de la destruction », un trésor de l'académie. Note : Cet épisode est inspiré du tome 2 pour le début et du second récit du tome 1 pour la fin |                                  |                    |                        |                       |
| 6 | L'Identité du voleur             | 盗賊の正体         | Tōzoku no shōtai       | 7 août 2006           |
| L'Académie envoie des élèves volontaires afin de retrouver le Fouquet et le trésor volé. L'équipe de volontaires est constitué de la secrétaire du directeur, de Louise et son familier, de Tabitha et de Kirche. Note : Cet épisode est inspiré du second récit du tome 1 |                                  |                    |                        |                       |
| 7 | Le Petit Boulot de Louise        | ルイズのアルバイト | Ruizu no arubaito      | 14 août 2006          |
| À la suite de la capture du Fouquet des Sables, Louise de La Vallière obtient le titre de Chevalier. La princesse Henrietta donne une mission à Louise, elle doit enquêter en ville pour vérifier si la rumeur concernant l'oppression des plébéiens de la part d'aristocrates est fondée. Pour cela, Louise et son familier sont obligés de travailler dans une auberge peu recommandable afin d'être nourri et logé, Louise n'ayant pas les moyens de payer un hōtel. Note : Cet épisode est inspiré du premier récit du tome 5                                                       |                                  |                    |                        |                       |
| 8 | Le Secret de Tabitha             | タバサの秘密       | Tabasa no himitsu      | 21 août 2006          |
| Tabitha invite Kirche chez elle. Le majordome raconte à Kirche le passé douloureux de Tabitha et lui apprend qu'elle se nomme en réalité Charlotte Hélène d'Orléans et qu'elle fait partie de la famille royale du Royaume de Gallia. Note : Cet épisode est inspiré du tome 4 |                                  |                    |                        |                       |
| 9 | La Transformation de Louise      | ルイズの変心       | Ruizu no henshin       | 28 août 2006          |
| Louise boit par accident un philtre d'amour. Saito oblige Margarita de Montmorency — qui a concocté la boisson — de l'aider à fabriquer un antidote sous peine de la dénoncer, les philtres d'amour étant interdit par la loi. Afin d'obtenir l'un des ingrédient nécessaire, Saito promet à l'Esprit de l'Eau de retrouver et de restituer l'Andvari, un anneau volé. Note : Cet épisode est inspiré du tome 4 |                                  |                    |                        |                       |
| 10 | La Demande de la princesse       | 姫君の依頼         | Himegimi no irai       | 4 septembre 2006      |
| La princesse charge Louise d'aller récupérer une lettre sensible qu'elle a envoyé au Prince de Galles au Royaume d'Albion. Elle sera accompagnée de son familier, de Guiche et de Wardes, Capitaine et fiancé de Louise de La Vallière. Note : Cet épisode est inspiré du tome 2 |                                  |                    |                        |                       |
| 11 | Le Mariage de Louise             | ルイズの結婚       | Ruizu no kekkon        | 11 septembre 2006     |
| Le cœur de Louise oscille entre son familier et son fiancé qui lui demande en mariage. Il s'avère que le Capitaine est en réalité un traitre qui a pour objectif d'assassiner le Prince de Galles, de voler la lettre et de se marier avec Louise. Il esseye alors de la tuer en mettant feu à l'église. Saito et Louise se font sauver par Kirche et Tabitha. Louise, évanouie, se met à pleurer et à se remémore comment été le Capitaine lorsqu'elle était petite. Alors, Saito l'embrasse et en retour, fermant les yeux l'embrasse aussi. Note : Cet épisode est inspiré du tome 2 |                                  |                    |                        |                       |
| 12 | Le Trésor caché de Zéro          | ゼロの秘宝         | Zero no hihō           | 18 septembre 2006     |
| Le professeur Colbert ainsi que plusieurs élèves sont à la recherche du « Plumage du Dragon ». Note : Cet épisode est inspiré du tome 3 |                                  |                    |                        |                       |
| 13 | Louise le Néant                  | 虚無のルイズ       | Kyomu no Ruizu         | 25 septembre 2006     |
| Alors que Saito prévoyait de revenir sur Terre grâce au « Plumage du Dragon » lors de la prochaine éclipse, la guerre est déclarée. Saito est alors confronté à un dilemme puisqu'il a le choix entre rentrer chez lui ou protéger et aider Louise qui est partie accompagner la princesse au village de Tarb où Siesta vie. Note : Cet épisode est inspiré du tome 3 |                                  |                    |                        |                       |

### Zero no tsukaima: Futatsuki no kishi(2esaison)
| No                                                          | Titre français                   | Titre japonais       | Titre japonais           | Date de 1re diffusion |
| No                                                          | Titre français                   | Kanji                | Rōmaji                   | Date de 1re diffusion |
| ----------------------------------------------------------- | -------------------------------- | -------------------- | ------------------------ | --------------------- |
| 1                                                           | Le Zéro de sa Majesté la Reine   | 女王陛下のゼロ       | Joō-heika no Zero        | 9 juillet 2007        |
| Note : Cet épisode est inspiré du second récit du tome 4    |                                  |                      |                          |                       |
| 2                                                           | Le Serment du vent et de l'eau   | 風と水の誓い         | Kaze to mizu no chikai   | 16 juillet 2007       |
| Note : Cet épisode est inspiré du second récit du tome 4    |                                  |                      |                          |                       |
| 3                                                           | L'Épée du paladin                | 聖職者の剣           | Seishokusha no ken       | 23 juillet 2007       |
| Note : Cet épisode est inspiré du tome 7                    |                                  |                      |                          |                       |
| 4                                                           | Les Trois sœurs De La Vallière   | ヴァリエールの三姉妹 | Variēru no sanshimai     | 30 juillet 2007       |
| Note : Cet épisode est inspiré du premier récit du tome 6   |                                  |                      |                          |                       |
| 5                                                           | La Marque de l'espion            | 間諜の刻印           | Kanchō no Kokuin         | 6 août 2007           |
| Note : Cet épisode est inédit                               |                                  |                      |                          |                       |
| 6                                                           | Jour de repos pour sa Majesté    | 女王の休日           | Joō no kyūjitsu          | 13 août 2007          |
| Note : Cet épisode est inspiré du troisième récit du tome 5 |                                  |                      |                          |                       |
| 7                                                           | Le Document secret du souterrain | 地底の秘密文書       | Chitei no himitsu bunsho | 20 août 2007          |
| Note : Cet épisode est inédit                               |                                  |                      |                          |                       |
| 8                                                           | Crise à l'Académie de magie      | 魔法学院の危機       | Mahō gakuin no kiki      | 27 août 2007          |
| Note : Cet épisode est inspiré du second récit du tome 6    |                                  |                      |                          |                       |
| 9                                                           | L'Expiation des flammes          | 炎の贖罪             | Honō no shokuzai         | 3 septembre 2007      |
| Note : Cet épisode est inspiré du second récit du tome 6    |                                  |                      |                          |                       |
| 10                                                          | L'Ennemi des Monts Neigeux       | 雪嶺の敵             | Setsurei no teki         | 10 septembre 2007     |
| Note : Cet épisode est inédit                               |                                  |                      |                          |                       |
| 11                                                          | La Pentecōte d'argent            | 銀の降臨祭           | Shirogane no kōrinsai    | 17 septembre 2007     |
| Note : Cet épisode est inspiré du tome 7                    |                                  |                      |                          |                       |
| 12                                                          | Cérémonie de mariage d'adieu     | さよならの結婚式     | Sayonara no kekkonshiki  | 24 septembre 2007     |
| Note : Cet épisode est inspiré du tome 7                    |                                  |                      |                          |                       |

### Zero no tsukaima: Princess no rondo(3esaison)
| No                                                           | Titre français                         | Titre japonais         | Titre japonais            | Date de 1re diffusion |
| No                                                           | Titre français                         | Kanji                  | Rōmaji                    | Date de 1re diffusion |
| ------------------------------------------------------------ | -------------------------------------- | ---------------------- | ------------------------- | --------------------- |
| 1                                                            | La Marque du familier                  | 使い魔の刻印           | Tsukaima no kokuin        | 6 juillet 2008        |
| Note : Cet épisode est inspiré du tome 8                     |                                        |                        |                           |                       |
| 2                                                            | La Fée de la forêt                     | 森の妖精               | Mori no yōsei             | 13 juillet 2008       |
| Note : Cet épisode est inspiré du tome 8                     |                                        |                        |                           |                       |
| 3                                                            | Le Retour du héros                     | 英雄のおかえり         | Eiyū no okaeri            | 20 juillet 2008       |
| Note : Cet épisode est inspiré du tome 9                     |                                        |                        |                           |                       |
| 4                                                            | L'élève transféré dont parle la rumeur | 噂の編入生             | Uwasa no hennyūsei        | 27 juillet 2008       |
| Note : Cet épisode est inspiré du premier récit du tome 12   |                                        |                        |                           |                       |
| 5                                                            | Le Fascinant bain des filles           | 魅惑の女子風呂         | Giwaku no jishi buro      | 3 août 2008           |
| Note : Cet épisode est inspiré du second récit du tome 12    |                                        |                        |                           |                       |
| 6                                                            | Le Philtre défendu                     | 禁断の魔法薬           | Kindan no mahōyaku        | 10 août 2008          |
| Note : Cet épisode est inspiré du troisième récit du tome 12 |                                        |                        |                           |                       |
| 7                                                            | Le Bal de Sleipnir                     | スレイプニィルの舞踏会 | Sureipunīru no budōkai    | 17 août 2008          |
| Note : Cet épisode est inspiré du tome 9                     |                                        |                        |                           |                       |
| 8                                                            | La Poursuite de l'Ostland              | 東方号の追跡           | Osutoranto gō no tsuiseki | 24 août 2008          |
| Note : Cet épisode est inspiré du tome 9                     |                                        |                        |                           |                       |
| 9                                                            | La Petite Sœur de Tabitha              | タバサの妹             | Tabasa no imōto           | 31 août 2008          |
| Note : Cet épisode est inspiré du tome 10                    |                                        |                        |                           |                       |
| 10                                                           | Le Passage de la frontière             | 国境の峠               | Kokkyō no tōge            | 7 septembre 2008      |
| Note : Cet épisode est inspiré du tome 10                    |                                        |                        |                           |                       |
| 11                                                           | Captif à Al Hambra                     | アーハンブラの虜       | Aahanbura no toriko       | 14 septembre 2008     |
| Note : Cet épisode est inspiré du tome 10                    |                                        |                        |                           |                       |
| 12                                                           | Les Ailes de la liberté                | 自由の翼               | Jiyuu no tsubasa          | 21 septembre 2008     |
| Note : Cet épisode est inspiré du tome 11                    |                                        |                        |                           |                       |
| OAV                                                          | Plage séduisante                       | 誘惑の砂浜             | Yūwaku no sunahama        | 25 décembre 2008      |
| L'histoire se déroule entre l’épisode 5 et 6.                |                                        |                        |                           |                       |

### Zero no tsukaima F(4esaison)
| No | Titre français                | Titre japonais             | Titre japonais             | Date de 1re diffusion |
| No | Titre français                | Kanji                      | Rōmaji                     | Date de 1re diffusion |
| -- | ----------------------------- | -------------------------- | -------------------------- | --------------------- |
| 1  | Louise de la Terre Sainte     | 聖国のルイズ               | Seikoku no Ruizu           | 7 janvier 2012        |
| 2  | Les Servantes d'Aquileia      | 水都市の巫女               | Akuireia no miko           | 14 janvier 2012       |
| 3  | Le Roi incompétent devenu fou | 無能王の乱心               | Munō-ō no Ranshin          | 21 janvier 2012       |
| 4  | Récompense de la Reine        | 女王陛下の恩賞             | Joōheika no onshō          | 28 janvier 2012       |
| 5  | Les Jeunes Filles d'Ornières  | ド・オルニエールの乙女たち | Do Oruniēru no otome-tachi | 4 février 2012        |
| 6  | Trouble au bain extérieur     | 波乱の露天風吕             | Haran no rotenburo         | 11 février 2012       |
| 7  | Elfes du désert               | 砂漠のエルフ               | Sabaku no erufu            | 18 février 2012       |
| 8  | S'échapper par les égouts     | 逃亡の地下水道             | Tōbō no chikasuidō         | 25 février 2012       |
| 9  | Couronnement de Tabitha       | タバサの戴冠               | Tabasa no taikan           | 3 mars 2012           |
| 10 | L'Éveil de la Calamité        | 災厄の目覚め               | Saiyaku no mezame          | 10 mars 2012          |
| 11 | Le Choix de Louise            | ルイズの選択               | Ruizu no sentaku           | 17 mars 2012          |
| 12 | Le Familier de Zéro           | ゼロの使い魔               | Zero no tsukaima           | 24 mars 2012          |